# 大洲警察署
大洲警察署（おおずけいさつしょ）は、愛媛県警察が管轄する警察署の一つである。

## 所在地
- 愛媛県大洲市東大洲1686番地1

## 管轄区域
- 大洲市
- 喜多郡内子町

## 沿革
- 1954年7月1日 - 警察法施行により愛媛県警察が発足。国家地方警察愛媛県喜多地区警察署から愛媛県大洲警察署となる。
- 1955年10月1日 - 喜多郡肱川村のうち旧横林村および旧貝吹村の一部を野村警察署より移管。
- 1958年8月1日 - 大洲市久保を宇和警察署に移管。
- 1959年10月13日 - 大洲市久保を宇和警察署より移管。
- 2002年10月 - 現在地に新築移転する。
- 2005年4月1日 - 「内子警察署」を統合し、「内子交番」とした。及び旧久万警察署管内だった旧小田町域を管轄区域に編入。

## 内部組織
- 警務課 - 警務係、被害者支援係、警察相談係、留置係
- 会計課 - 会計係
- 生活安全課 - 生活安全係、申請許可係、少年係、警察相談係
- 地域課 - 地域係、通信指令係、地域指導係、自動車警ら係
- 刑事課 - 指導係、捜査係、鑑識係
- 交通課 - 指導係、交通係、交通機動係
- 警備課 - 警備係

## 交番
（ ）の中は所在地
- 中央交番（大洲市大洲636番地1）
- 長浜交番（大洲市長浜甲1030-113）
- 内子交番（喜多郡内子町内子1432） - 警部交番で所長は警部

## 駐在所
（ ）の中は所在地
- 平野駐在所（大洲市西大洲甲5番地14）
- 菅田駐在所（大洲市菅田町菅田甲1972番地4）
- 森山駐在所（大洲市森山甲1104番地5）
- 新谷駐在所（大洲市新谷乙1403番地5）
- 八多喜駐在所（大洲市八多喜町甲64番地2）
- 肱川駐在所（大洲市肱川町山鳥坂343-1）
- 河辺駐在所（大洲市河辺町三嶋125-1）
- 大和駐在所（大洲市長浜町下須戒甲1738-1）
- 大瀬駐在所（喜多郡内子町大瀬中央4475）
- 城廻駐在所（喜多郡内子町五百木177-5）
- 立山駐在所（喜多郡内子町立山5398）
- 平岡駐在所（喜多郡内子町平岡甲115-1）
- 小田駐在所（喜多郡内子町小田364-1）
- 田渡駐在所（喜多郡内子町上田渡811）

## 警察官連絡所
- 柳沢警察官連絡所（大洲市柳沢）
- 宇和川警察官連絡所（大洲市肱川町宇和川）
- 櫛生警察官連絡所（大洲市長浜町櫛生）
- 河内警察官連絡所（喜多郡内子町）
- 五十崎警察官連絡所（喜多郡内子町）
- 参川警察官連絡所（喜多郡内子町）

## 主な未解決事件
- 長浜町女性放火殺人事件